# James O. Causey
James O. Causey, né le 12 juillet 1924 à Compton en Californie aux États-Unis et mort le 13 avril 2003 à Laguna Beach en Californie, est un écrivain américain, auteur de roman policier et de nouvelles de science-fiction.

## Biographie
Il publie sa première nouvelle The Statue en janvier 1943 dans le pulp Weird Tales. 
Après la Seconde Guerre mondiale, il écrit nouvelles de science-fiction dans Galaxy Science Fiction, Science Stories et Orbit Science Fiction.
Il revient à la littérature policière en 1957 avec Berceuse pour dum-dum (The Baby Doll Murders) et À la cuiller (Killer Take All), deux romans traduits en français et publiées dans la collection Série noire.
La nouvelle Deathmate, publiée en mars 1957 dans Manhunt Magazine, est adaptée à deux reprises sous le même titre dans les deux séries télévisées Alfred Hitchcock présente des années 1950 et Alfred Hitchcock présente des années 1980.

## Œuvre

### Romans
- The Baby Doll Murders (1957)
  - Berceuse dum-dum, Série noire no 457 (1958)
- Killer Take All (1957)
  - À la cuiller, Série noire no 431 (1958)
- Frenzy (1960)

### Nouvelles
- The Statue, Weird Tales (janvier 1943)
- Legacy in Crystal, Weird Tales (juillet 1943)
- Hammer of Cain, Weird Tales (novembre 1943), en collaboration avec Bill Blackbeard
- Death Song, Street & Smith’s Detective Story Magazine (juin 1945)
- Seventh Round Homicide, Street & Smith’s Detective Story Magazine (novembre 1946)
- Vengeance from the Tomb, Street & Smith’s Detective Story Magazine (décembre 1946)
- Obeah Kill, Street & Smith’s Detective Story Magazine (mars 1947)
- Teething Ring, Galaxy Science Fiction (janvier 1953)
- Exploiter's End, Orbit Science Fiction (juin 1953)
- Inferiority, Science Stories (avril 1954)
- School Days, Science Stories (avril 1954)
- Felony, Galaxy Science Fiction (juillet 1954)
- Inhibition, Galaxy Science Fiction (février 1955)
- Competition, Galaxy Science Fiction (mai 1955)
- Deathmate, Manhunt Magazine (mars 1957)
- I Watch Lise Die, Playtime (1958)

## Filmographie

### Adaptations
- 1961 : Deathmate, épisode 27, saison 6, de la série télévisée Alfred Hitchcock présente réalisée par Alan Crosland Jr., adaptation de la nouvelle éponyme sur un scénario de Bill S. Ballinger, avec Lee Philips
- 1987 : Partenaire mort (Deathmate), épisode 13, saison 2, de la série télévisée  Alfred Hitchcock présente réalisé par Allan King, adaptation de la nouvelle éponyme, avec Samantha Eggar